# Київський Володимирський кадетський корпус

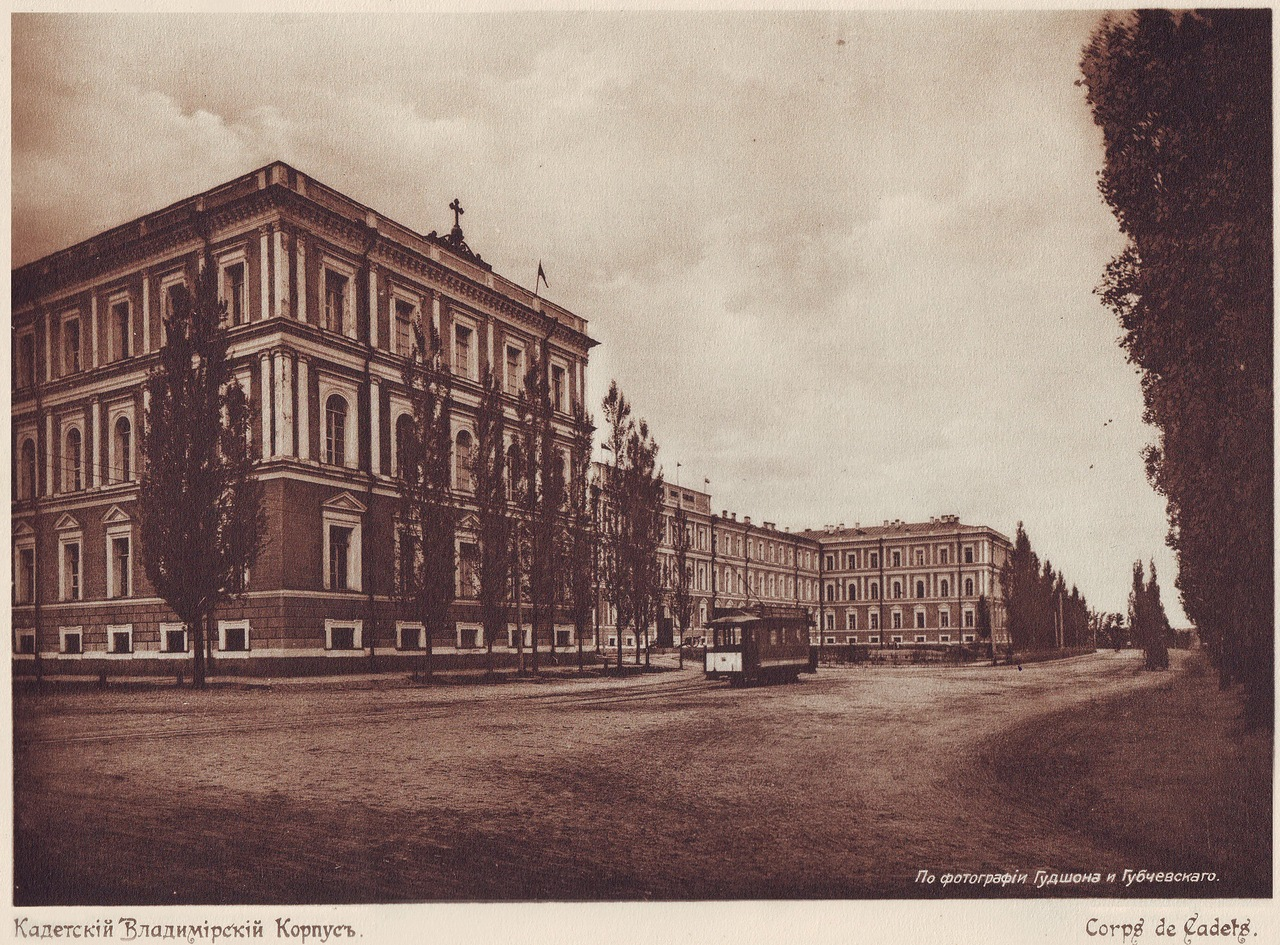
Кадетський Володимирський корпус, 1911 рік

Київський Володимирський кадетський корпус — початковий навчальний заклад для хлопчиків із повним пансіоном і військовою підготовкою,  заснований імператором Миколою І 1846 року, відкритий у 1852 році. Кошти на його будівництво зібрали дворяни Київської, Волинської, Подільської, Херсонської та Таврійської губерній. Тоді ж народилася й назва корпусу — «Володимирський» на честь новонародженого онука імператора — великого князя Володимира Олександровича (1847–1909).
В корпусі навчалися діти з шляхетських (дворянських) сімей. Серед його випускників були Олексій Ігнатьєв (1877–1954, син київського генерал-губернатора, військовий, розвідник і автор роману «П'ятдесят років в строю»), Сергій Остапенко (1881–1937, економіст, голова уряду УНР в 1919 р.), Микола Бердяєв (1874–1948, відомий філософ-екзистенціоналіст), Микола Духонін (1876–1917, останній головнокомандувач Збройних сил імперії, який відмовився підкоритися більшовикам і почати громадянську війну), Олексій Тілло (1839–1899, російський географ і картограф), Микола Крилов (1879–1955, український математик, механік, професор, доктор математики, академік ВУАН, АН СРСР, заслужений діяч науки УРСР) та інші.

## Історія
Після скасування Гетьманщини та перетворення полків (адміністративних одиниць тодішньої України) на губернії, у першій половині XVIII століття в Російській імперії почали виникати привілейовані військово-навчальні заклади закритого типу – Кадетські корпуси.
В них навчались шляхетські (дворянські) діти, що потім йшли на військову службу.
Місце, де буде розташовуватись майбутня будівля Київського кадетського корпусу вибирав особисто російський імператор Микола І, який 1833 року видав указ про його заснування.
Для будівництва кадетських приміщень Микола І намітив ділянку дачі „Шулявщина” (район нинішнього Повітрофлотського моста, стадіону ЦСКА та Центрального РАЦСу), що належала Київському Митрополитові.
Містилася вона серед вікового гаю, на березі повноводної тоді річки Либеді.
Оскільки грошей з імперської казни на будівництво виділено не було, то реально справа зрушила тільки 1846 року, коли українська і польська шляхта Київської, Волинської, Подільської, Херсонської і Таврійської губерній внесла добровільні пожертви на майбутній Київський Кадетський корпус.
1847 року заклад отримав назву Володимирський Київський кадетський корпус.
1847 р. територія колишньої Митрополичої дачі відійшла до державної скарбниці в обмін на село Совки, яке віддали Київському митрополиту, а в самому Кадетському гаї почалося будівництво.
10 травня 1850 р. відбулися урочисті закладини будівлі Київського кадетського корпусу (нині це будівля Міністерства оборони).
У жовтні 1852 р. Микола І наказав: «Від споруджуваного Брест-Литовського шосе (нині — Берестейський проспект) зробити нову гілку шосе до Кадетського корпусу паралельно головному фасаду будівлі і далі, по запланованій тут вулиці.
Для з'єднання Брест-Литовського шосе з Набережною і Подолом, продовжити вищевказану вулицю від Кадетського корпусу до перетину з Житомирської вулицею.
В долині, в якій протікає р. Либідь, утворити біля корпусу Кадетський гай і ставок, огороджений з двох боків насипами вздовж новобудованого Кадетського і Брестського шосе, а з інших двох сторін води ставка обмежити правильними берегами.
Загальна площа земельної ділянки, отриманого Кадетським корпусом склала понад 310 га й простягалась на весь мікрорайон.
Перших своїх вихованців Корпус прийняв 1852 року. У 1852–1857 роках він розміщувався у приміщенні, де пізніше була Перша гімназія, а у 1857 році Корпус переїхав у власне приміщення на Кадетському шосе (нині — Повітрофлотський проспект, 6), збудоване за проектом архітектора Івана Штрома (Н-подібна будівля).
У 1865 році у процесі загальної реорганізації військово-навчальних закладів Російської імперії кадетський корпус було перетворено на Володимирську Київську військову гімназію. Через 17 років - із 22 червня 1882 року, вона знову стала кадетським корпусом.
1917 року за часів Центральної Ради корпус ще раз було перетворено на гімназію.
З 1 вересня 1917 р. в гімназії розпочався новий навчальний рік, який позначився бурхливими подіями – мітингами, страйками, дуелями між вихованцями.
У жовтні 1917 й січні 1918 р. кадети брали участь у вуличних боях проти більшовиків.
Під час повстання на заводі „Арсенал” червоногвардійці Головних залізничних майстерень (що знаходились поруч з Корпусом) пограбували навчальний заклад, забравши серед іншого всю наявну стрілецьку зброю і гармати.
Після приходу до влади в Україні гетьмана П.Скоропадського наказом міністра народної освіти від 15 травня 1918 р. О. Семашкевича відновили на посаді директора Київської св. Володимира гімназії.
У цей час тут налічувалося за списком 528 штатних (бюджетних) і 105 своєкоштних учнів, проте у відпустці перебувало 463 штатні й 98 своєкоштних юнаків.
У своїх спогадах П. Скоропадський відзначає позитивну роль кадетських корпусів у справі фізичного й духовного виховання юнаків. Він підкреслює, що виховна робота в корпусах стояла на вищому рівні, ніж у закладах міністерства народної освіти.
Гетьман своїм наказом відновив в Україні Кадетські корпуси.
Почалася українізація навчального закладу, зокрема всі накази по корпусу стали видавати українською мовою.
За Гетьманату знову налагодилася нормальна робота навчального закладу. У корпусі було організовано чергування старшин.
Після перемоги антигетьманського повстання до влади в Україні прийшла Директорія.
І хоча формально Кадетський корпус у Києві діяв і далі, але становище кадетів погіршилось.
Учнів довелося розпустити по домівках, а в будинку Кадетського корпусу розташувалися вояки Армії УНР.
У вересні 1919 р. Київ зайняла російська Добровольча армія А. Денікіна. Частина кадетів увійшла до її лав.
Під час загального відступу Добровольчої армії восени – взимку 1919 р. було вирішено евакуювати Київський кадетський корпус до Одеси.
Крім кадетів Одеського, там навчалися також кадети Полоцького кадетського корпусу. Зведені разом три Кадетські корпуси проіснували аж до еміграції білогвардійського руху з Одеси закордон.
За часів радянської окупації у колишній будівлі Кадетського корпусу в Києві розмістили піхотну школу РСЧА, яка згодом дістала назву 5-ї Київської. 
Під час Другої світової війни будівлю використовували як казарму Вермахту. На початку 1943 р. після чергового бомбардування Києва радянською авіацією приміщення Кадетського корпусу  було зруйновано. Відбудовано на початку 1950-х рр. З того часу там містився штаб Київського військового округу.
Кадетський Гай було вирублено під забудови, а ставок, разом з руслом річки Либідь осушили й перевели в колектор.
З 1991 р. в історичному будинку Київського кадетського корпусу знаходиться – Міністерство оборони України.

## Керівники навчального закладу
- 1852–1865 — полковник Адольф фон Вольський
- 1865–1866 — полковник Сергій Слуцький
- 1866–1867 — полковник Костянтин Шуцький
- 1867–1871 — генерал-майор Григорій Кузьмин-Караваєв
- 1871–1879 — генерал-майор Павло Юшенов
- 1879 — полковник Федір Альдебіль
- 1879–1897 — генерал-майор Павло Алексєєв
- 1898–1904 — генерал-майор Михайло Попруженко
- 1904–1906 — полковник Олексій Агапов
- 1906–1907 — генерал-лейтенант Лев Кублицький-Піотух
- 1907–1909 — генерал-майор Петро Якубинський
- 1909–1918 — генерал-майор Євген Семашкевич
- 1919 — генерал-лейтенант Андрій Саранчов

## Відомі випускники
- Заіковський Володимир Олександрович — полковник Армії УНР, начальник Київського артилерійського складу.
- Клименко Павло Володимирович — полковник Армії УНР
- Мандрика Георгій Якимович — начальник 2-го Січового Запорізького корпусу Армії УНР.
- Сахно-Устимович Олександр Олександрович — український військовий діяч, полковник, старший ад'ютант гетьмана Павла Скоропадського.
- Свірчевський Іпполіт Вікторович — генеральний хорунжий армії Української Держави.